# Kureopatora
Kureopatora (クレオパトラ) és una pel·lícula d'animació japonesa del 1970 considerada de les primeres obres d'animació del gènere hentai (incloent-lo en el gènere geogràfic del pinku eiga). És la segona pel·lícula de la trilogia formada per (Senya Ichiya Monogatari (1969) i Kanashimi no Beradonna (1973)). Combina la comèdia amb la ciència-ficció. Fou co-dirigida per Osamu Tezuka i Eiichi Yamamoto i produïda per Mushi Production. Tracta sobre tres persones del futur que viatgen pel temps al temps de Cèsar. Es va fer amb menys pressupost que l'anterior de Tezuka, Sen'ya ichiya monogatari (1969).
És una de les pel·lícules influïdes per les obres d'animació experimental produïdes per Mushi Production durant la dècada del 1960 (títols en anglès: Tales of the Street Corner (1962), Male (1962), Memory (1964), Mermaid (1964), Cigarettes and Ashes (1965), Drops (1965), Pictures at an Exhibition (1966) i Genesis (1968)). Tezuka utilitzà l'humor i l'erotisme per a atreure un públic adult. L'escena de la mort de Cèsar té influències del teatre kabuki i l'estètica superflat xilogràfica.
Als Estats Units va aparèixer a les pantalles l'abril de 1972 a Nova York. Fou classificada com a pel·lícula pornogràfica malgrat no haver sigut passada per Motion Pictures Association of America per a qualificar-la. El 2017 Third Window Films comprà els drets d'emissió de la pel·lícula.